# مارفن جونز (لاعب كرة قدم أمريكية أمريكي)
مارفن جونز (بالإنجليزية: Marvin Jones)‏ هو لاعب كرة قدم أمريكية أمريكي، ولد في 8 يونيو 1972 في ميامي في الولايات المتحدة.

## وصلات خارجية
- مارفن جونز على موقع مرجع كرة القدم المحترفة.كوم (الإنجليزية)
- مارفن جونز على موقع IMDb (الإنجليزية)